# Sąd Kartelowy
Sąd Kartelowy – sąd w II Rzeczypospolitej zajmujący się rozstrzyganiem spraw dotyczących umów kartelowych. Powołany ustawą o kartelach z 28 marca 1933. Działał przy Sądzie Najwyższym.
Orzekał, na wniosek ministra Przemysłu i Handlu w sprawach, w których istniało podejrzenie zagrożenia dobra publicznego, spowodowane działalnością monopolistyczną spółek. W takich przypadkach Sąd miał moc rozwiązywania umów kartelowych. Posiadał również kompetencje do rozstrzygania spraw związanych z niedopełnieniem obowiązku zgłoszenia umów, uchwał i postanowień kartelowych do Rejestru Kartelowego. W gestii Sądu leżała wtedy możliwość rozwiązania niezgłoszonej umowy. Stanowił także instancję odwoławczą od decyzji ministra Przemysłu i Handlu. Orzecznictwo w sprawach kartelowych było jednoinstancyjne - wyroki sądu kartelowego były ostateczne, co spotkało się z krytyką. 
Jego znaczenie zmalało po 27 listopada 1935, kiedy w wyniku zmian w ustawie kartelowej wyżej wymienione uprawnienia Sądu Kartelowego przejął minister Przemysłu i Handlu. Pozostała możliwość apelacji do Sądu Kartelowego celem uchylenia decyzji ministra.